# Wohnste
Wohnste (dolnoniem. Woonst) – miejscowość i gmina w północnych Niemczech, w kraju związkowym Dolna Saksonia, w powiecie Rotenburg (Wümme), wchodzi w skład gminy zbiorowej Sittensen.